# ئی‌آرسی‌پی

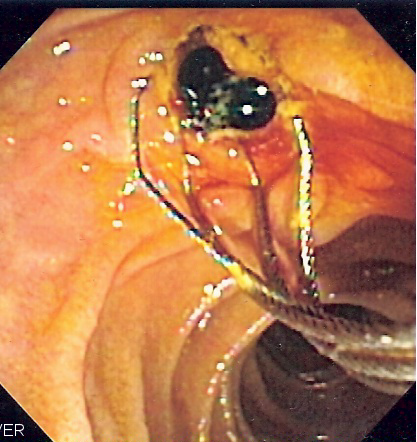
تصویر سنگ صفرا دهانه مجرای صفرا

کلانژیوگرافی آندوسکوپیک عقب‌گرد یا ای‌آرسی‌پی( ERCP ) از سرنام انگلیسی (Endoscopic Retrograde CholangioPancreatography) و به معنی تصویربرداری با جهت مخالف از مجاری صفراوی و پانکراس توسط اندوسکوپی است. واژه خلاف جهت از آنجا کاربرد دارد که اغلب برای تصویربرداری ایکس یک مادهٔ حاجب را از طریق لولهٔ گوارش یا خون وارد بدن کرده و تصویربرداری می‌کنند اما مجاری صفراوی در بدن از  غدد درون لوزالمعده و کیسهٔ صفرا شروع و به درون دوازدهه وارد می‌شوند. در ای‌آرسی‌پی پزشک به کمک اندوسکوپی و پس از وارد شدن به لوله‌گوارش و رسیدن به محدوده مجاری در دوازدهه و قسمت انتهایی معده، به درون مجرای صفراوی ماده حاجب را تزریق می‌کند.
ای‌آرسی‌پی در تشخیص سنگ‌صفرا، زخم‌ها و مشکلات پس از یک تروما یا سرطان کاربرد دارد. هرچند امروزه تلاش می‌شود از روش‌های غیرتهاجمی مانند اکوگرافی و اندوسکوپی فراصوت بیشتر استفاده شود.

## تشخیص

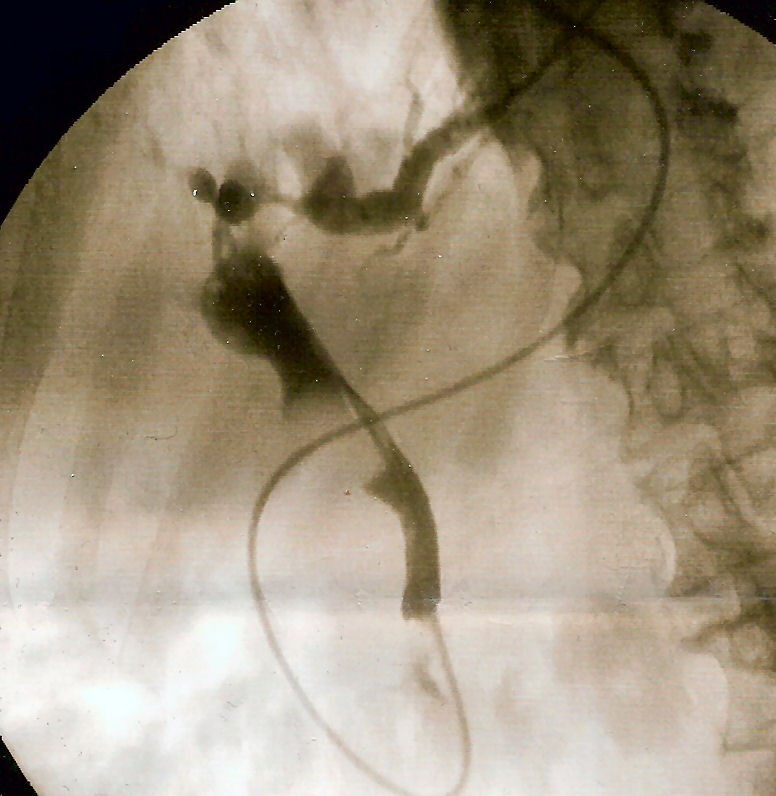
تصویر مجرای صفراوی مشترک در هنگام ای‌آرسی‌پی

ای‌آرسی‌پی در تشخیص موارد زیر کاربرد دارد:
- یرقان: تنها در زمانی که پزشک در یرقان به انسداد مجاری صفراوی شک داشته باشد.
- پانکراتیت: از نوع مزمن، که امروزه می‌توان از سی‌تی‌اسکن و اکوگرافی بجای آن استفاده کرد.
- تومور: تشخیص وجود تومور در مجاری صفرا
- سنگ صفرا: در مواردی که با دارو دفع نشود.

## موارد منع
در شرایط زیر نباید از ای‌آرسی‌پی استفاده شود:
- اگر بیمار به‌تازگی یک انفارکتوس میوکارد (MI) داشته‌است.
- شرایط نامناسب بیمار برای جراحی
- بیماران دارای پس‌زمینه آنافیلاکسی
- در بیماران با مشکلات حاد در دستگاه گردش خون